# Kelly Ward
Kelly Ward (San Diego, 17 novembre 1956) è un attore, sceneggiatore, regista e animatore statunitense.

## Biografia
Sposato dal 1977 con Annette Foster ed ha tre figli. Ha una sorella ed un fratello, l'attore Kirby Ward.

## Filmografia parziale

### Attore
- Grease - Brillantina (Grease), regia di Randal Kleiser (1978)
- Il grande uno rosso (The Big Red One), regia di Samuel Fuller (1980)

### Sceneggiatore
- Le avventure di Piggley Winks (7 episodi, 2004-2007)
- La casa di Topolino (2 episodi, 2008)

### Regista
- Le avventure di Piggley Winks (2003-2006)
- La casa di Topolino (2006-2011)

### Altri lavori
- Le avventure di Piggley Winks (3 episodi, 2003-2006); come direzione voci
- La casa di Topolino (14 episodi, 2006-2008); come direttore dialoghi
- Bolt - Un eroe a quattro zampe (2008)